# Koalicja Nacjonalistyczna (1994)
Koalicja Nacjonalistyczna (hiszp. Coalición Nacionalista) – sojusz wyborczy utworzony przez hiszpańskie partie regionalne przed wyborami do Parlamentu Europejskiego w 1994.

## Historia
Nazwą koalicja nawiązywała do analogicznego sojuszu z 1989. W skład bloku weszły następujące partie:
- Partido Nacionalista Vasco (PNV),
- Koalicja Galicyjska (Coalición Galega, CG)
- Koalicja Kanaryjska (jako następczyni Niezależnych Zrzeszeń Kanaryjskich)
- Unia Walencjańska
- Partia Aragońska
- Unia Majorkańska

Pierwsze sześć miejsc na liście objęli: Josu Jon Imaz (PNV), Isidoro Sánchez (CC), Alfonso Novo (UV), Manuel Escolá (PAR), José Domingo Posada (CG) i Bartomeu Calafell (UM).
Koalicja uzyskała 519 tys. głosów i 2,79% w skali kraju będąc piątą siłą polityczną pod względem udzielonego poparcia przez wyborców. W wyniku podziału mandatów sojuszowi przyznano 2 miejsca w Parlamencie Europejskim.
Najlepsze wyniki koalicja zanotowała w Kraju Basków (234 tys. głosów i 25,85%), Wyspach Kanaryjskich (114 tys. i 18,85%), Aragonii (44 tys. i 7,69%), Wspólnocie Walencji (105 tys. i 5,28%). Symboliczne poparcie uzyskała na Balearach (8 tys. i 2,63%) i w Nawarze (3 tys. i 1,23%). W żadnej innej wspólnocie koalicja nie przekroczyła 1% głosów.
Mandaty rozdzielono w następujący sposób: Josu Jon Imaz objął pierwszy mandat na całą pięcioletnią kadencję, jednak w styczniu 1999 został mianowany ministrem przemysłu, handlu i turystyki w rządzie Kraju Basków, w związku z czym zrezygnował z mandatu, który przeszedł na José Domingo Posadę z Koalicji Galicyjskiej. Imaz przystąpił do frakcji Europejskiej Partii Ludowej, Posada do Radykalnej Koalicji Europejskiej.
Drugi mandat objął początkowo Isidoro Sánchez z Koalicji Kanaryjskiej (1994–1996), który przystąpił do frakcji Radykalnej Koalicji Europejskiej. Później mandatem podzielili się Alfonso Novo (1996–1998) z Unii Walencjańskiej i Manuel Escolá Hernando z Partii Aragońskiej (1998–1999). Dwaj ostatni również znaleźli się w szeregach europejskich radykałów.